# Antheraea rosieri
Antheraea rosieri là một loài bướm đêm thuộc họ Saturniidae. Nó được tìm thấy ở Sumatra, bán đảo Mã Lai và Borneo.

## Hình ảnh

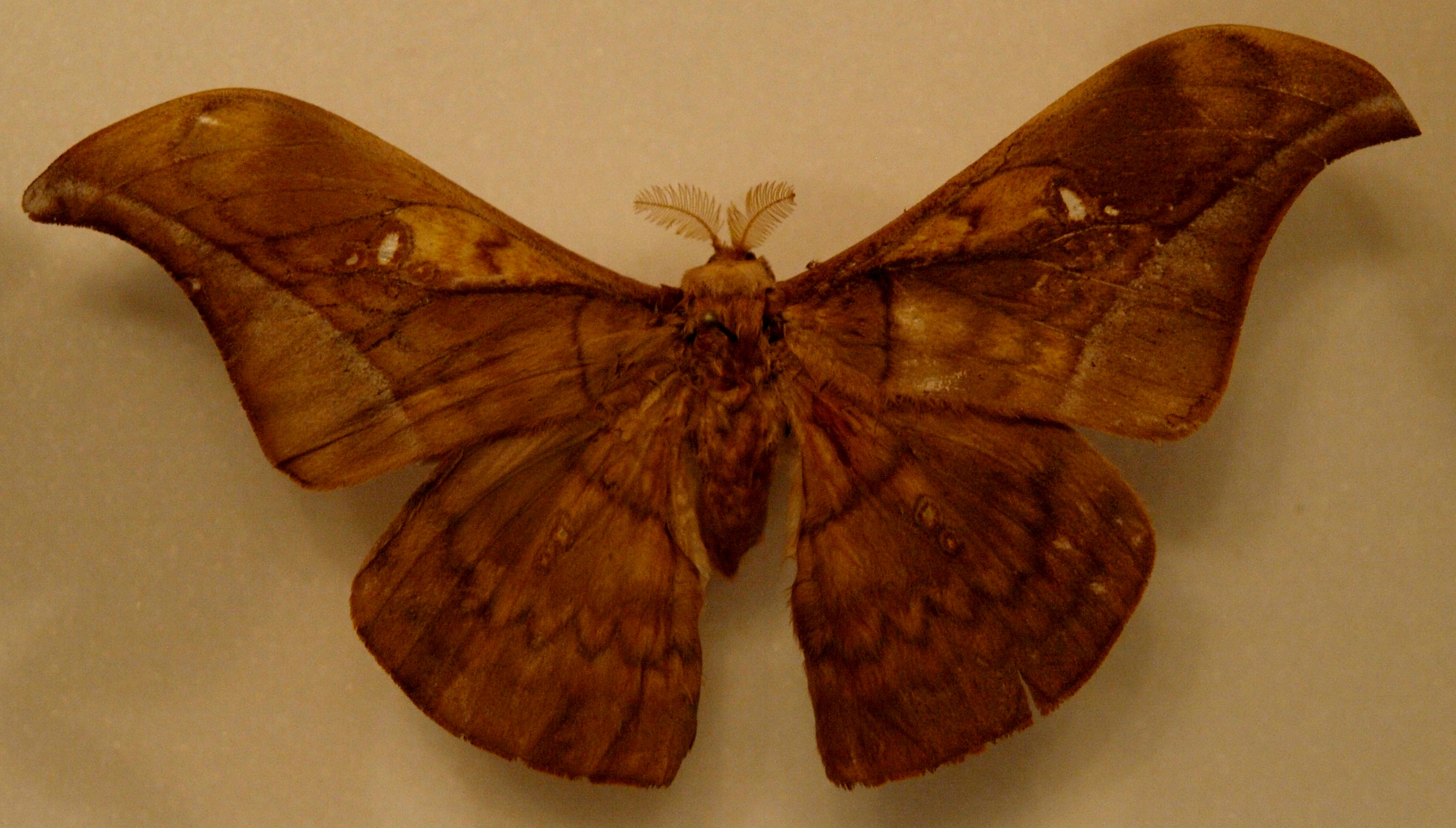